# El Poliol i peces del Tec
El Poliol i peces del Tec és una zona humida formada per un conjunt de prats, pastures i cultius abandonats associats a la Mugueta, antic traçat del riu Muga. Es localitzen al municipi de Castelló d'Empúries i ocupen una superfície de 34,58 Ha.
La vegetació d'aquest espai és formada sobretot per prats de dall, salicornars, canyissars i poblaments de jonques (Scirpus spp.), d'aigües salabroses, així com per conreus herbacis i cultius abandonats.
Hi és present l'hàbitat d'interès comunitari 6510 Prats de dall de terra baixa i de la muntanya mitjana (Arrhenatherion). Sovint l'hàbitat de prat està ocupat per poblacions importants de Cortaderia selloana, de difícil eliminació.
Pel que fa a la fauna, es tracta d'un espai d'interès sobretot per la seva diversitat en lepidòpters.
L'espai rep un forta pressió humana per la proximitat a Empuriabrava. Un altre dels factors que afecten negativament l'espai és la presència de drenatges i la mala qualitat de les aigües de la Mugueta.
El Poliol i peces del Tec presenten diverses figures de protecció. Forma part del Parc Natural dels Aiguamolls de l'Empordà i s'inclouen també dins l'espai del PEIN i la Xarxa Natura 2000 ES0000019 Aiguamolls de l'Empordà. Es troben també dins la Reserva Natural Integral I del Aiguamolls de l'Empordà, Els Estanys